# البرح (تعز)
البرح هي إحدى قرى الجمهورية اليمنية. وهي تتبع جغرافيًا لمحافظة تعز. وإداريًا لمديرية مقبنة. يبلغ تعداد سكانها 1867 نسمة حسب الإحصاء الذي جرى عام 2004.